# Zanobi Magnolino
Zanobi Magnolino (Firenze, 1374 – Firenze, 1460 circa) è stato uno scacchista italiano.

## Biografia
Magnolino (o Mangolino) raggiunse una certa notorietà come scacchista alla sua epoca. Figlio di Cristoforo, fu tra i protetti di Cosimo I de' Medici che amava giocarci contro; si batté anche con Niccolò III d'Este. Secondo Vesperiano Bisticci fu "il primo e più intendente che avesse la sua età". Il 28 aprile 1454 scrisse una lettera a Borno d'Este in cui dichiarava di essere "assai dotto nel gioco degli scacchi".
Fu podestà di Fiesole dal 27 aprile al 16 ottobre 1452.